# Tropaeolum austropurpureum
Tropaeolum austropurpureum är en krasseväxtart som först beskrevs av J.M.Watson och A.R.Flores, och fick sitt nu gällande namn av J.M.Watson och A.R.Flores. Tropaeolum austropurpureum ingår i släktet krassar, och familjen krasseväxter. Inga underarter finns listade i Catalogue of Life.